# Дейв, Крис
Крис «Daddy» Дэйв — барабанщик, композитор и бэнд-лидер из Хьюстона, штат Техас. Является влиятельным джазовым барабанщиком в жанрах госпел, хип-хоп. Лидер группы Chris Dave and the Drumhedz, одноименный альбом которой был номинирован на премию Грэмми за лучший альбом в жанре современной городской музыки. Известный своей чрезвычайно виртуозной техникой игры и способностью играть с высокой степенью синкопии. Выступал в качестве барабанщика с госпел-проектом Winans, прежде чем был представлен джазовой публике США, благодаря сотрудничеству с опытным альт-саксофонистом Кенни Гарретом. Принял участие в записи его альбома Standard of Language, прежде чем присоединился к Robert Glasper Experiment, также записывался на альбоме Адель под названием 21, который был удостоен премии Грэмми.

## Жизнь и карьера
Крис Дэйв родился в Хьюстоне, штат Техас, и начал свою музыкальную карьеру в конце 1980-х годов. Дэйв начинал с игры в церкви и считает, что наибольшее влияние на него оказала джазовая музыка. В подростковом возрасте он познакомился с такими легендами джаза, как Майлз Дэвис и Джон Колтрейн, когда слушал музыку со своим отцом. Крис Дэйв преуспел в игре на барабанах и в конце концов окончил Высшую школу исполнительских и визуальных искусств Хьюстона.
Учился в Говардском университете в Вашингтоне, округ Колумбия, где познакомился с известными продюсерами и бывшими партнерами Принца Джимми Джемом и Терри Льюисом. Благодаря этим отношениям началась профессиональная карьера Криса Дэйва, после чего он начал работу с R&B группой Mint Condition.
Дэйв играл на барабанах в составе Билала, во время гастролей певца, после выхода его неизданного, но просочившегося в сеть, альбома Love for Sale. Также принимал участие в туре Джилл Скотт The Real Thing Tour в 2008 году.

## Дискография

### Как лидер
- Chris Dave and the Drumhedz — Mixtape (Glow365, 2013)
- Chris Dave and the Drumhedz — Radio Show (Glow365, 2017)
- Chris Dave and the Drumhedz — Chris Dave and the Drumhedz (Blue Note, 2018)
- Chris Dave and the Drumhedz — Smoke Break (2020)
- Chris Dave and the Drumhedz — Cuffin Season (Drumhedz Music, 2020)
- Chris Dave — Thine People (EP) (2021)

### Как сайдмен
Mint Condition
- From the Mint Factory (Perspective, 1993)
- Definition of a Band (Perspective, 1996)
- Life’s Aquarium (Elektra, 1999)
- Livin' the Luxury Brown (Image Entertainment, 2005)
- E-Life (Caged Bird, 2008)

Ким Баррелл
- Try Me Again (Pearl Records, 1995)
- From a Different Place (Shanachie, 2015)

Кенни Гаррет
- Simply Said (Warner Bros., 1999)
- Happy People (Warner Bros., 2002)
- Standard of Language (Warner Bros., 2003)

Мишель Ндегеочелло
- Comfort Woman (Maverick, 2003)
- Dance of the Infidel (Shanachie, 2005)
- The Spirit Music Jamia: Dance of the Infidel (Universal Music, 2005)

Роберт Гласпер
- Double-Booked (Blue Note, 2009)
- Black Radio (Blue Note, 2012)
- Black Radio Recovered: The Remix EP (Blue Note, 2012)
- Fuck Yo Feelings (Loma Vista Recordings, 2019)

Джиллиан Спир
- Daggers & Suede (Speerit Records, 2015)
- Deeper This Way (Speerit Records, 2016)

Рэй Моррис
- Skin EP (Atlantic, 2015)
- Unguarded (Atlantic, 2015)

Андерсон Пак
- Malibu (ArtClub, 2016)
- Oxnard (12 Tone, 2018)

Джесси Уэр
- Sam (Friends Keep Secrets, 2017)
- Your Domino (Friends Keep Secrets, 2017)

Хикару Утада
- Hatsukoi (яп. 初恋) (Epic, 2018)
- Хикару Утада и Нариаки Обукуро — «Marunouchi Sadistic» в альбоме Adam to Eve no Ringo (яп. アダムとイヴの林檎) (Epic, 2018)
- Face My Fears (Masterworks, 2019)

Jovanotti
- Jova Beach Party (Universal, 2019)
- Lorenzo Sulla Luna (Universal, 2019)

С другими
- Боб Томпсон — The Magic in Your Heart (Ichiban, 1994)
- Лайонел Ричи — Louder Than Words (Mercury, 1996)
- Джон Секада — Secada (EMI Music, 1997)
- Шон МакЛемор — Wait on Him (Verity, 1997)
- Мэри Джей Блайдж — Mary (MCA, 1999)
- Билли Кук — Certified Platinum (Def Soul, 2000)
- Corey — I’m Just Corey (Motown, 2002)
- Тони Брэкстон — More Than a Woman (LaFace, 2002)
- Али Шахид Мухаммад — Shaheedullah and Stereotypes (Penalty, 2004)
- Уильям Дэвис — Another Days Journey (SIC Records, 2005)
- Рон Блейк — Sonic Tonic [Bonus CD] (Mack Avenue, 2005)
- Strange Fruit Project — The Healing (OM, 2006)
- Тони Грей — Chasing Shadows (Abstract Logix, 2008)
- Максвелл — BLACKsummers’night (Columbia, 2009)
- Джей Холидей — Round 2 (Capitol, 2009)
- Шафик Хусейн — Shafiq En' A-Free-Ka (Plug Research, 2009)
- Роберт Херст — Unrehurst, Vol. 2 (Bebob, 2010)
- Adele — 21 (XL, 2011)
- Эрик Роберсон — Mister Nice Guy (eOne, 2011)
- Деррик Ходж — Live Today (Blue Note, 2013)
- Пи Джей Мортон — New Orleans (Cash Money, 2013)
- Юсуф / Кэт Стивенс — Tell 'Em I’m Gone (Sony Legacy, 2014)
- Лил Джон Робертс — The Heartbeat (NIA Music Distribution, 2014)
- Angus & Julia Stone — Angus & Julia Stone (American Recordings, 2014)
- Эд Ширан — x (Asylum, 2014)
- Ди Энджело — Black Messiah (RCA, 2014)
- Андра Дэй — Cheers to the Fall (Buskin, 2015)
- SiR — Seven Sundays (Fresh Selects, 2015)
- Лупе Фиаско — Tetsuo & Youth (Atlantic, 2015)
- Джон Ледженд — Darkness and Light (Columbia, 2015)
- Джастин Бибер — Purpose (Def Jam Recordings, 2015)
- Джим Джеймс — Eternally Even (Virgin EMI, 2016)
- eLZhi — Lead Poison (Fat Beats, 2016)
- Маркус Стрикленд — Nihil Novi (Blue Note, 2016)
- Blue Man Group — Three (Rhino, 2016)
- Perfume Genius — No Shape (Matador, 2017)
- Кейон Харролд — The Mugician (Legacy, 2017)
- Нариаки Обукуро — Bunriha no Natsu (Sony Music, 2018)
- Black Milk — Fever (Mass Appeal, 2018)
- Кэндис Спрингс — Indigo (Blue Note, 2018)
- Parliament — Medicaid Fraud Dogg (C Kunspyruhzy, 2018)
- Кавех Растегар — Light of Love (Ropeadope, 2018)
- Lil Dicky — Earth (BMG, 2019)
- Рафаэл Садик — Jimmy Lee (Columbia, 2019)
- Робби Робертсон — Sinematic (UME Direct, 2019)
- Houndmouth — California Voodoo, Pt. 2 (Reprise, 2019)
- Тад Кокрелл — If in Case You Feel the Same (ATO, 2020)
- Preservation — Eastern Medicine, Western Illness (Nature Sounds, 2020)
- Пино Палладино, Блейк Миллс — Notes With Attachments (Impulse!, 2021)